# Campionats d'Europa de ciclisme en pista de 2010
Els Campionats d'Europa de ciclisme en pista de 2010 es va celebrar a Pruszków (Polònia) del 5 al 7 de novembre de 2010.
Les competicions es van celebrar al BGŻ Arena de Pruszków. En total es va competir en 11 disciplines, 6 de masculines i 5 de femenines.

## Resultats

### Masculí
| Prova                 | Or                                                                         | Argent                                                                        | Bronze                                                                        |
| Keirin                | Jason Kenny · Regne Unit                                                   | Matthew Crampton · Regne Unit                                                 | Adam Ptacnik · Txèquia                                                        |
| Velocitat individual  | Denís Dmítriev · Rússia                                                    | Kévin Sireau · França                                                         | Jason Kenny · Regne Unit                                                      |
| Velocitat per equips  | Alemanya · Maximilian Levy · Robert Förstemann · Stefan Nimke              | França · François Pervis · Kévin Sireau · Michaël D'Almeida                   | Regne Unit · Chris Hoy · Jason Kenny · Matthew Crampton                       |
| Persecució per equips | Regne Unit · Steven Burke · Edward Clancy · Jason Queally · Andrew Tennant | Rússia · Ievgueni Kovaliov · Ivan Kovaliov · Aleksei Màrkov · Alexander Serov | Països Baixos · Levi Heimans · Arno Van Der Zwet · Tim Veldt · Sipke Zijlstra |
| Madison               | Txèquia · Martin Bláha · Jiří Hochmann                                     | Bèlgica · Kenny De Ketele · Tim Mertens                                       | Ucraïna · Mykhaylo Radionov · Sergiy Lagkuti                                  |
| Òmnium                | Roger Kluge · Alemanya                                                     | Tim Veldt · Països Baixos                                                     | Rafał Ratajczyk · Polònia                                                     |

### Femení
| Prova                 | Or                                                             | Argent                                                              | Bronze                                                     |
| Keirin                | Olga Panarina · Belarús                                        | Simona Krupeckaitė · Lituània                                       | Liubov Xulika · Ucraïna                                    |
| Velocitat individual  | Sandie Clair · França                                          | Kristina Vogel · Alemanya                                           | Simona Krupeckaitė · Lituània                              |
| Velocitat per equips  | França · Sandie Clair · Clara Sanchez                          | Regne Unit · Victoria Pendleton · Jessica Varnish                   | Alemanya · Kristina Vogel · Miriam Welte                   |
| Persecució per equips | Regne Unit · Wendy Houvenaghel · Katie Colclough · Laura Trott | Lituània · Vaida Pikauskaite · Vilija Sereikaitė · Aušrine Trebaitė | Alemanya · Lisa Brennauer · Verena Jooß · Madeleine Sandig |
| Òmnium                | Leire Olaberría · Espanya                                      | Tatsiana Sharakova · Belarús                                        | Malgorzata Wojtyra · Polònia                               |

## Medaller
| Posició | País          | Or | Plata | Bronze | Total |
| 1       | Regne Unit    | 3  | 2     | 2      | 7     |
| 2       | França        | 2  | 2     | 0      | 4     |
| 3       | Alemanya      | 2  | 1     | 2      | 5     |
| 4       | Belarús       | 1  | 1     | 0      | 2     |
| 4       | Rússia        | 1  | 1     | 0      | 2     |
| 6       | Txèquia       | 1  | 0     | 1      | 2     |
| 7       | Espanya       | 1  | 0     | 0      | 1     |
| 8       | Lituània      | 0  | 2     | 1      | 3     |
| 9       | Països Baixos | 0  | 1     | 1      | 2     |
| 10      | Bèlgica       | 0  | 1     | 0      | 1     |
| 11      | Polònia       | 0  | 0     | 2      | 2     |
| 11      | Ucraïna       | 0  | 0     | 2      | 2     |
| Total   | Total         | 11 | 11    | 11     | 33    |